# 吉田美海
吉田 美海（よしだ みなみ、2000年1月26日 - ）は、日本の女子バレーボール選手である。

## 来歴
大阪府松原市出身。背が高かったため、中学1年生からバレーボールを始める。
金蘭会高等学校、帝塚山大学を経て、2021/22シーズン、V.LEAGUE DIVISION1 WOMEN（V1女子）に所属するデンソーエアリービーズの内定選手となった。内定選手としてV1女子の試合に出場し、Vリーグデビューを果たした。
2022年、大学卒業後に、デンソーエアリービーズに入団した。

## プレースタイル
左利きで、ライトからの攻撃を得意とする。

## 所属チーム
- 金蘭会高等学校（2015-2018年）
- 帝塚山大学（2018-2022年）
- デンソーエアリービーズ（2022年-）